# Golden Gate (Illinois)
Golden Gate es una villa ubicada en el condado de Wayne en el estado estadounidense de Illinois. En el Censo de 2010 tenía una población de 68 habitantes y una densidad poblacional de 345,46 personas por km².

## Geografía
Golden Gate se encuentra ubicada en las coordenadas 38°21′32″N 88°12′17″O / 38.35889, -88.20472. Según la Oficina del Censo de los Estados Unidos, Golden Gate tiene una superficie total de 0.2 km², de la cual 0.2 km² corresponden a tierra firme y (0%) 0 km² es agua.

## Demografía
Según el censo de 2010, había 68 personas residiendo en Golden Gate. La densidad de población era de 345,46 hab./km². De los 68 habitantes, Golden Gate estaba compuesto por el 97.06% blancos, el 0% eran afroamericanos, el 2.94% eran amerindios, el 0% eran asiáticos, el 0% eran isleños del Pacífico, el 0% eran de otras razas y el 0% pertenecían a dos o más razas. Del total de la población el 4.41% eran hispanos o latinos de cualquier raza.